# Alex Pedrazzini
Alex Pedrazzini, genannt italienisch Il monello (* 6. Oktober 1951 in Mendrisio; † 11. Oktober 2021 in Locarno), war ein Schweizer Politiker, Jurist, Tessiner Grossrat und Staatsrat.

## Leben

### Mandate
Als Aktivist in den Reihen der Christlichdemokratischen Volkspartei (CVP) war er bekannt für seinen Einsatz für die Umwelt (Kampf gegen die Verbrennungsanlage) und im Bereich der Integration von Ausländern. Er leitete die Associazione Demetra und war Mitglied des Stiftungsrates von Terre des Hommes, der Associazione Arcobaleno und der Coscienza Svizzera.

### Politische Tätigkeit
- 1987–1990: Stadtrat in Cugy
- 1991–1999: Staatsrat, Vorsteher des Departements der Institutionen (Justiz, Polizei, Inneres und Militär): In dieser Zeit wurde der Aufbau von Gemeindeverbänden eingeleitet und die neue Kantonsverfassung im Dezember 1997 mit grosser Mehrheit vom Volk angenommen.[4]
- 2000–2005: Gemeinderat in Giubiasco, heute ein Stadtteil von Bellinzona
- 2003–2007: Mitglied des Tessiner Grossen Rates und der Kommissionen:
  - der Gesetzgebung
  - der politischen Rechte und der Verfassung
  - Energie
- 2007: Mitglied des Tessiner Grossen Rates und der Kommissionen:
  - der Gesetzgebung
  - der politischen Rechte und der Verfassung